# Diego Novaretti
Diego Martín Novaretti (La Palestina, 9 mei 1985) is een Argentijns voetballer die doorgaans als verdediger speelt.

## Spelerscarrière
Novaretti maakte zijn debuut in het profvoetbal voor CA Belgrano in Argentinië. Op 22 juli 2009 werd hij gecontracteerd door Deportivo Toluca FC in Mexico. Hij maakte zijn debuut pas op 6 september dat jaar, omdat hij problemen had met zijn oude club Belgrano over de transfer. Tijdens zijn debuut tegen Monarcas Morelia speelde hij de volledige negentig minuten (1–0 winst). Zijn eerste doelpunt voor Toluca maakte hij in de met 5–0 gewonnen wedstrijd van Estudiantes Tecos. In de zomer van 2013 vertrok Novaretti transfervrij naar de Italiaanse club SS Lazio uit Rome. Hij tekende voor vier jaar. Novaretti maakte zijn debuut op 25 augustus 2013 in de wedstrijd tegen Udinese (2–1 winst). In twee seizoenen bij Lazio speelde Novaretto zestien competitiewedstrijden, vier bekerwedstrijden en vier keer in de UEFA Europa League. In juni 2015 ontbond de club zijn contract. Vervolgens maakte Novaretti de overstap naar Club León, waarvoor hij in de Apertura van 2015 negen competitieduels speelde. In 2018 werd hij verhuurd aan Querétaro FC. In 2019 eindigde het dienstverband van Novaretti bij León. Hij speelde in totaal 77 wedstrijden voor de club. Novaretti vertrok naar zijn thuisland Argentinië en ging uitkomen voor CA Rosario Central. In maart 2021 keerde hij terug bij zijn eerste club Belgrano.

## Erelijst
Toluca
- Primera División (Clausura)

2009/10